# Leon Frejtag
Leonard Dominik Frejtag (* 6. November 1862 in Warschau; † 16. Oktober 1927 in Hamburg) war ein aus Polen stammender, in Deutschland tätiger Architekt.

## Leben und Wirken

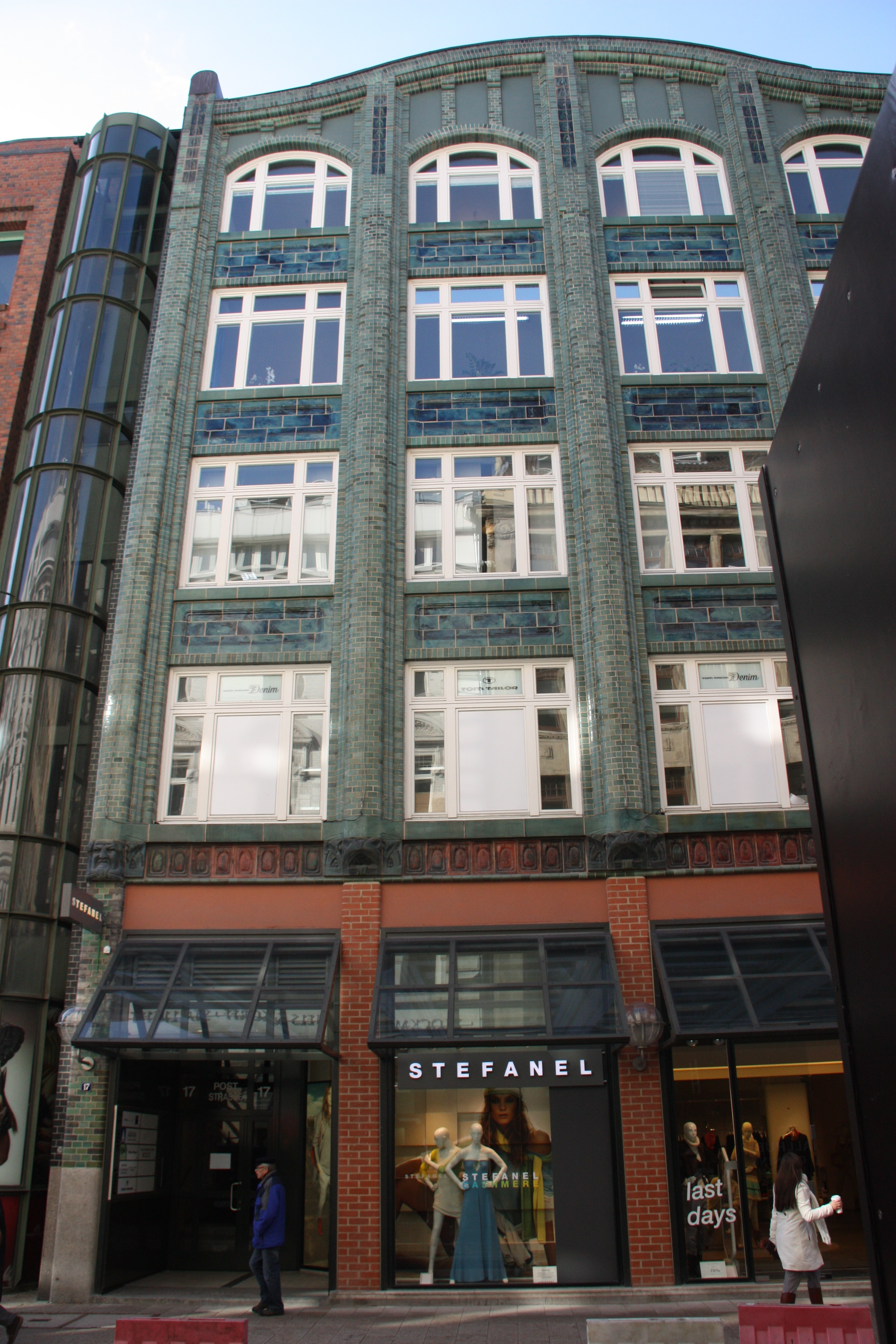
Das Australhaus (Poststr. 17–19)

Leon Frejtag kam aus einer jüdischen Familie, deren Hintergründe weitgehend unbekannt sind. Er studierte Architektur an der Technischen Hochschule Dresden und ging Anfang der 1890er Jahre, vermutlich aufgrund der florierenden Wirtschaft, nach Hamburg. Als selbstständiger Architekt plante er 1894/1895 Etagenwohnhäuser auf den Grundstücken Rothestraße 53–57 sowie 1897/1898 Bäckerbreitergang 5–7. Dabei orientierte er sich am Eklektizismus, der bis zur Jahrhundertwende als führender Baustil galt. 1900 gründete er mit Hermann Wurzbach das Büro Frejtag & Wurzbach, das sich zu den führenden Hamburger Sozietäten entwickelte.
1903/1904 planten Frejtag und Wurzbach mit dem Australhaus erstmals ein Kontorhaus, in dem sie auch ihr eigenes Büro unterbrachten. Dabei verzierten sie die Fassaden nicht wie seinerzeit üblich, sondern mit bläulich-grün glasierten Verblendern und plastisch auffälligen Pfeilern. Mit diesem neuartigen Baustil prägten sie in der Folgezeit gebaute Kontorhäuser. Insbesondere die Glasurziegel, die „grès flammés“ genannt wurden, galten als Markenzeichen von Frejtag & Wurzbach. Nach dem Australhaus realisierten die Architekten von 1906 bis 1911 das Kontorhaus Newman an der Schauenburgerstraße, 1907/1908 das Flüggerhaus am Rödingsmarkt und 1904/1905 das Gertig-Haus am Großen Burstah, das bis 1970 existierte.
Nach dem Tod Hermann Wurzbachs 1905 nahm Frejtag 1908 Erich Elingius, der seit 1904 für die Sozietät arbeitete, als neuen Teilhaber auf. 1910 benannte er das Büro in Frejtag & Elingius um. Mit der wegen des Ersten Weltkriegs rückläufigen Konjunktur endete Frejtags Tätigkeit als Architekt. Erich Elingius führte das Büro alleine weiter und übernahm 1924 Gottfried Schramm als neuen Geschäftspartner. Daraus entwickelte sich ein bis heute bekanntes Architekturbüro.
Leon Frejtag starb im Oktober 1927 und wurde auf dem Friedhof Ohlsdorf beigesetzt. Die Grabstätte existiert heute nicht mehr.